# Ubbysjön
Ubbysjön är en sjö i Vallentuna kommun i Uppland och ingår i Norrströms huvudavrinningsområde.